# Philip Julius van Zuylen van Nijevelt

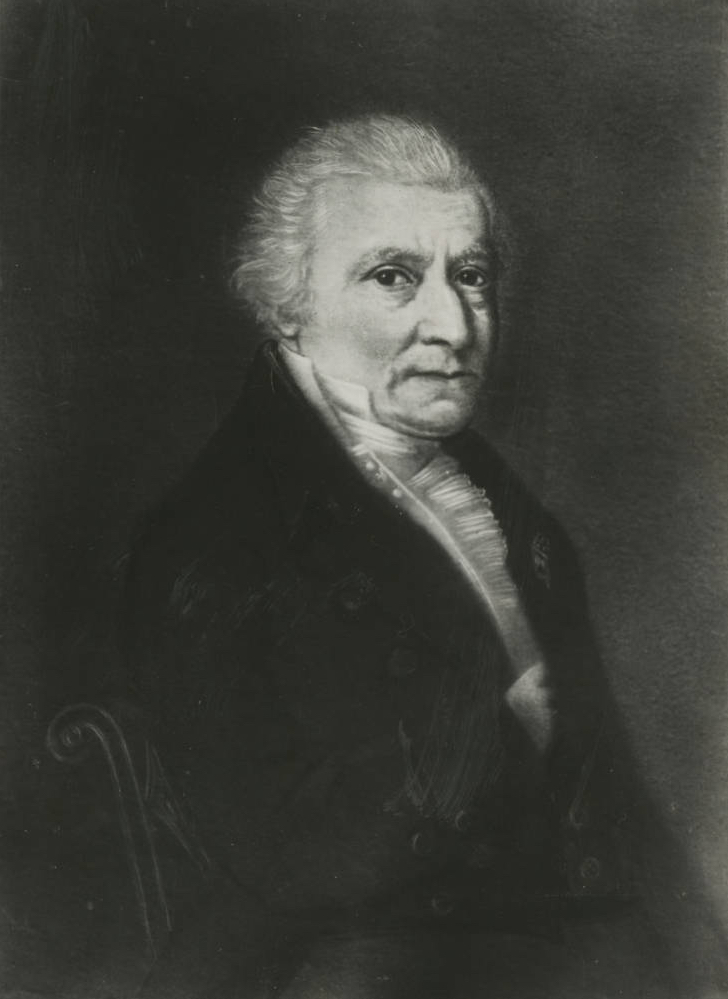
Philip Julius graaf van Zuylen van Nijevelt

Philip (ook wel Philippus) Julius graaf van Zuylen van Nijevelt (Rotterdam, 5 januari 1743 - Utrecht, 20 februari 1826) was een Nederlandse generaal. Hij werd benoemd tot maarschalk van Holland in het koninkrijk Holland en diende tijdens de napoleontische tijd als Frans senator. Hij was ook een amateurwetenschapper en is mede bekend geworden door zijn verhandeling over schaken.

## Leven en werk

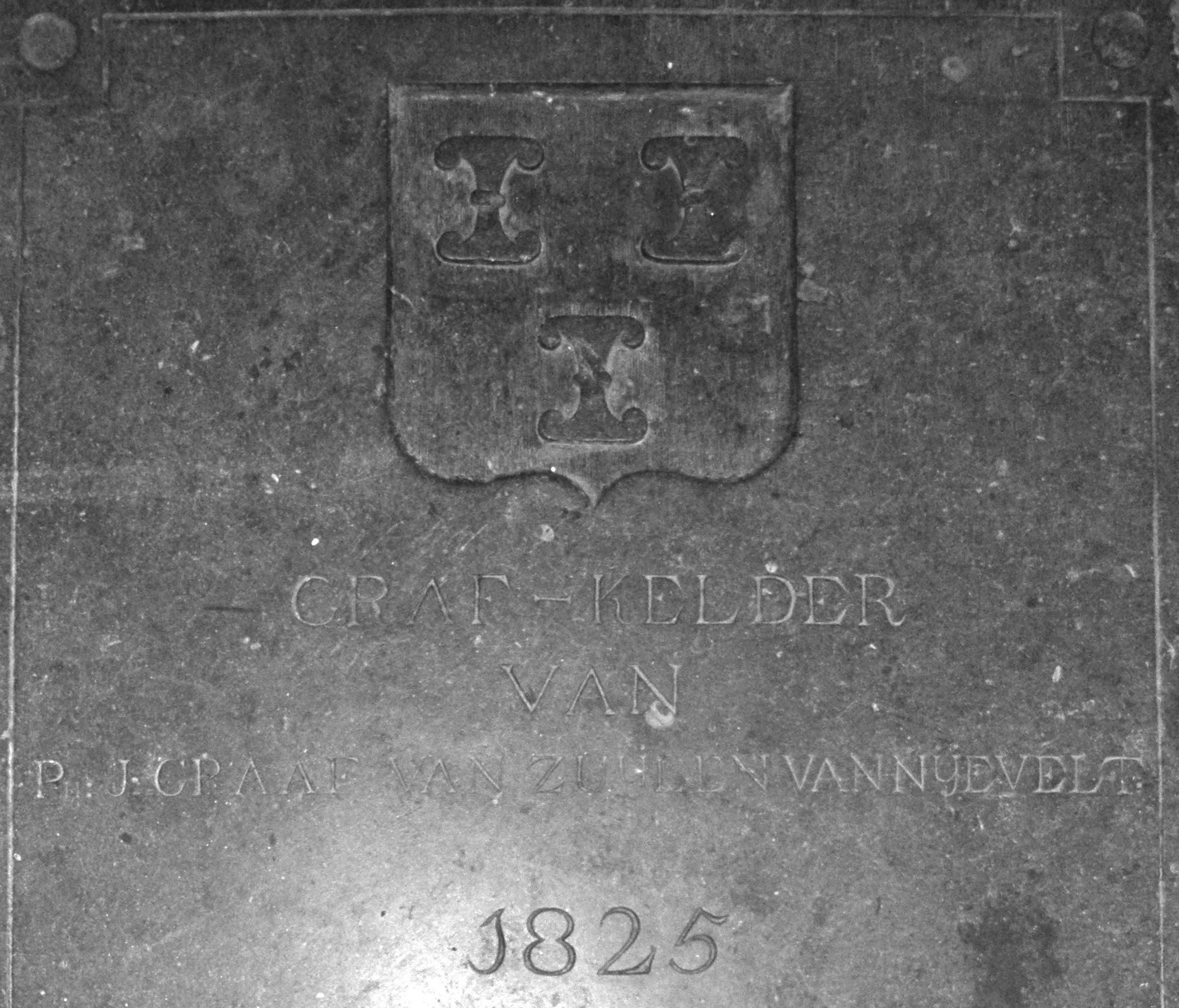
Van Zuylen van Nijevelt ligt begraven in een grafkelder in de Jacobikerk, waar de grafsteen, vlak voor het orgel, nog zichtbaar is.

Van Zuylen van Nijevelt was afkomstig uit het Rotterdamse regentengeslacht Van Zuylen van Nijevelt. Hij was een zoon van Jacob van Zuylen van Nijevelt (1699-1753) en Aletta Johanna Timmers.
Op 29 juni 1779 trouwde hij met Clara Helena de Wacker van Son (1760-1827), zus van Petrus de Wacker van Zon (1758-1818). Ze kregen zeven kinderen, onder wie:
- Adelaide Jeanne (1780-1865); zij trouwde met later bij de Leidse buskruitramp omgekomen Frans Steven Karel graaf van Randwijck (1774-1807) en werd de moeder van Lodewijk Napoleon van Randwijck (1807-1891), de latere minister van binnenlandse zaken en buitenlandse zaken.
- Pieter Hendrik (1782-1825); hij maakte evenals zijn vader carrière in het leger, zijn zoon Julius (1819-1894) was leider van het kabinet-Van Zuylen van Nijevelt (1866-1868).

### Militaire en politieke carrière
Van Zuylen van Nijevelt koos voor een loopbaan in het leger en diende als officier voor 1795 in het Staatse leger en na 1795 in het Bataafse leger. Hij bereikte in 1803 de rang van luitenant-generaal. Daarna was hij onder andere commandant van Utrecht, gouverneur van de koninklijke residentie, gouverneur van Amsterdam en commandant van het koninklijk paleis in Amsterdam. Hij diende tijdens het koninkrijk Holland als opperkamerheer en opperceremoniemeester van de toenmalige koning van Holland Lodewijk Napoleon. Hij was president van het hoog heraldiek college.
In 1808 werd Van Zuylen van Nijevelt door Napoleon verheven tot graaf als Frans comte de l'Empire. In 1810 werd hij benoemd tot senator van Frankrijk.
Van Zuylen van Nijevelt behield de rang van luitenant-generaal in het Verenigd Koninkrijk der Nederlanden. Bij Koninklijk Besluit werd Van Zuylen van Nijevelt op 17 oktober 1822 erkend in de Nederlandse adel met de titel van baron op alle wettige afstammelingen en de titel van graaf bij eerstgeboorte. De titel van baron(es) zou overgaan op al zijn wettige erfgenamen, de titel van graaf op de eerstgeborene zoon.

### Schaken

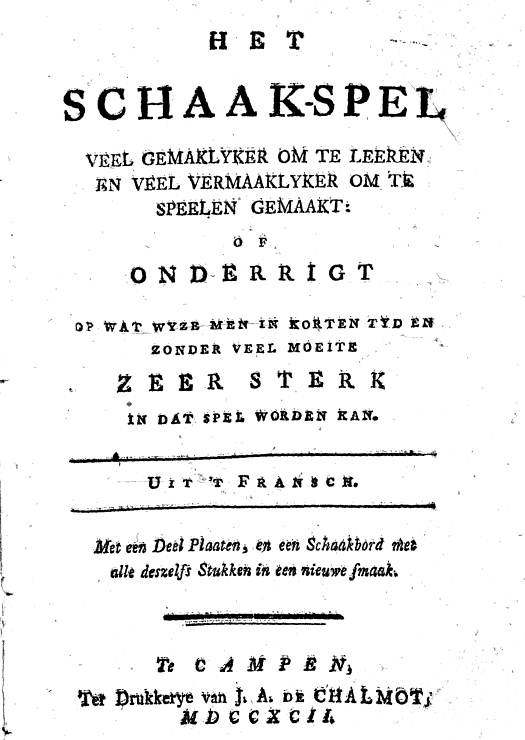
Titelblad Nederlandstalige versie van "Het Schaakspel" door Van Zuylen van Nijevelt

Van Zuylen van Nijevelt legde zich in de periode van 1787 tot 1795 toe op het schaken, wat onder meer resulteerde in de publicatie van Supériorité aux Échecs, mise a la portée de tout le monde in 1792, een verhandeling over het schaakspel. Hij was de eerste Nederlander die een boek over schaken schreef, albeit in het Frans. Een Nederlandse vertaling zou hetzelfde jaar nog volgen, maar zou veel minder aftrek hebben: Het boek vergaarde meer roem in het buitenland dan in Nederland. Onder meer William Lewis, destijds een vooraanstaande Britse schaker en auteur, was zeer lovend over het werk en schreef in het voorwoord van zijn Elements of the Game of Chess (1822): “I must not omit to mention that I am under considerable obligations to a small work printed at Campen in 1792, entitled: La Supériorité aux Echecs. It is a work of considerable merit and the only strictly elementary one I am acquainted with.”
Van Zuylen van Nijevelt was waarschijnlijk de eerste die met het idee kwam van random chess (ook wel shuffle chess genoemd), voorloper van het huidige Schaak 960, een vorm van schaken met een symmetrische basisopstelling die door middel van loting tot stand komt. Hij had een hekel aan openingen "met al die vervelende, steeds terugkerende patronen" en kwam daarom op het idee om de opstelling van de stukken door het lot te laten bepalen. "Dat levert een oneindige hoeveelheid verschillende stellingen op, met als gevolg dat niemand ze meer van tevoren kan bestuderen" zou hij gezegd hebben.
Met zijn mathematische giften en wetenschappelijke benadering van het spel was hij niet slechts een goede theoreticus, maar zou hij tevens een prima schaakspeler zijn, die onder meer met Elias Stein gespeeld had. Gezamenlijk met hem werd Van Zuylen Nijevelt overigens in 1803 benoemd tot lid van verdienste van het Haagsche Schaakgenootschap, dat opgericht was in 1803, en nu de oudst bekende schaakvereniging in de Nederlandse schaakgeschiedenis is.
Zijn verdiensten waren dermate dat een Zwolsche schaakvereniging opgericht in 1851 naar een aansprekende doch nationale naam zocht in plaats van een exotische naam wat in die periode populair was, een naam die het verdiende vereerd te worden. Derhalve werd deze vereniging tot Schaakgezelschap van Zuylen van Nijevelt gedoopt. Helaas zou die vereniging niet lang bestaan, aangezien het laatste ervan reeds in 1861 vernomen werd.

### Astronomie
In 1819 verscheen van zijn hand een boek over astronomie.

## Onderscheidingen
- Van Zuylen van Nijevelt was officier in het Legioen van Eer, drager van het grootkruis in de Orde van de Unie en van het grootkruis in de Orde van de Reünie.
- Hij werd in 1803 benoemd tot lid van verdienste van het Haagsche Schaakgenootschap.[2]